# Immer Ärger mit Bernie
Immer Ärger mit Bernie (Originaltitel Weekend at Bernie’s) ist eine schwarze Komödie des US-amerikanischen Regisseurs Ted Kotcheff aus dem Jahr 1989. Der Film orientiert sich direkt an Alfred Hitchcocks Filmkomödie Immer Ärger mit Harry aus dem Jahr 1955.

## Handlung
Larry Wilson und Richard Parker, beide Angestellte einer großen amerikanischen Versicherungsgesellschaft, finden nach einer Bilanzprüfung Ungereimtheiten in der Buchhaltung der Firma. Als sie dies ihrem Boss Bernie Lomax mitteilen, ist dieser scheinbar begeistert von dem Engagement der beiden Mitarbeiter und lädt sie daraufhin zu einem Wochenende in seinem Strandhaus ein. Die beiden wissen allerdings nicht, dass Bernie selbst hinter diesen Ungereimtheiten steckt und sich durch sie bereichert hat. 
Aus Angst vor Entdeckung verlangt Bernie von dem ebenfalls in die Sache verwickelten Mafia-Boss Vito die Ermordung der beiden Männer. Vito beschließt jedoch stattdessen, Bernie von dem Killer Paulie umbringen zu lassen, da auch dies ihn selbst vor Entdeckung schützt und er eine Affäre zwischen Bernie und seiner Frau Tina entdeckt hat. 
Als Larry und Richard in dem Strandhaus ankommen, wurde Bernie bereits von Paulie vergiftet.  Letzterer hat die Leiche so hergerichtet, dass es wie ein Selbstmord aussieht. Durch Zufall finden Larry und Richard auch ein auf dem Anrufbeantworter gespeichertes Gespräch, in dem Bernie dem Killer Anweisungen zu ihrer Tötung gibt. Da Bernie in dem gespeicherten Gespräch vom Killer verlangte, erst loszuschlagen, wenn er selbst abgereist ist, schleppen die beiden von nun an den toten Bernie mit sich umher und versuchen, dessen Tod zu verbergen.
Die beiden jungen Männer werden in haarsträubende Abenteuer mit Bernies Partygästen, darunter der jungen Gwen, verwickelt. Zudem versucht Paulie immer wieder, den scheinbar noch lebenden Bernie endlich umzubringen. Paulie gerät in wilde Verzweiflung darüber, dass Bernie scheinbar unsterblich ist. Am Ende gelingt es Larry und Richard unter Lebensgefahr, Paulie zu überwältigen.
Als Larry und Richard nach dem Eintreffen der Polizei zusammen mit Gwen erleichtert am Strand sitzen, rollt die Bahre mit Bernies Leichnam durch ein Versehen den Steg hinab, Bernie kullert herunter und landet in sitzender Haltung hinter den dreien, die schreiend aufspringen und davonlaufen.

## Produktionshintergrund
Immer Ärger mit Bernie ist eine Variation der Hitchcock-Komödie Immer Ärger mit Harry aus dem Jahre 1955. Der Film kostete 15 Millionen US-Dollar und spielte 30 Millionen US-Dollar wieder ein.
Ursprünglich sollte Andrew McCarthy die Rolle des Richard spielen, aber als er das Drehbuch las, verliebte er sich in die Rolle des Larry, die er schließlich auch bekam. Regisseur Ted Kotcheff übernahm einen Cameo-Auftritt als Richards Vater Jack, der seinen Sohn nachts mit Gwen erwischt, als er sich (nur mit Shorts bekleidet) ein Bier aus dem Kühlschrank holt.
Die Dreharbeiten fanden hauptsächlich in und nahe der Hafenstadt Wilmington in North Carolina statt. Bernies Haus wurde lediglich als Kulisse am Strand des nahen Fort Fisher State Recreation Area errichtet und nach dem Ende des Drehs wieder entfernt. Als Hampton Island fungierte im Film die südlich von Wilmington gelegene Insel Bald Head Island (auch als Smith Island bekannt), die ein beliebter Ort für Ruheständler ist und deren kleiner Fährhafen die ideale Kulisse bot. Wahrzeichen des Hafens ist der Old Baldy genannte, außer Dienst gestellte Leuchtturm aus dem Jahre 1817, den Richard und Gwen bei ihrem nächtlichen Strandspaziergang besteigen. Der Bootssteg, an dem Larry und Richard mit Bernies Boot starten, ist der Steg des Bridge Tender Restaurant am Wrightsville Beach von Bald Head Island.
In Bernies Wochenendhaus bestaunt Richard ein großformatiges Bild von Roy Lichtenstein („Großer Gott! Das ist ein Lichtenstein!“). Hierbei handelt es sich um das Werk Reclining Bather aus dem Jahre 1977. Im November 2002 wechselte das Original bei einer Sotheby’s-Auktion in Los Angeles für 2.099.500 US-Dollar den Besitzer.

## Rezeption

### Kritik
„Makabrer Ulk, der in seiner Machart wesentlich derber ist als das offensichtliche Hitchcock-Vorbild ‚Immer Ärger mit Harry‘.“

„Rabenschwarze Leichen-Lachschau von ‚Rambo‘-Regisseur Ted Kotcheff.“

„So hat diese flügellahme Komödie außer der vielversprechenden Grundidee (…) wenig zu bieten. Einzig Terry Kiser, der je töter, desto besser, mit unglaublicher Körperbeherrschung die haltlose Leiche mit dem süffisanten Lächeln spielt, vermag dem Film noch ein wenig Leben einzuhauchen.“

### In der Popkultur
Die Simpsons-Folge Weekend at Burnsie’s (13x16) nimmt im Titel Bezug auf den englischen Originaltitel des Films. In einer Episode von Friends wird Immer Ärger mit Bernie als Lieblingsfilm der von Jennifer Aniston gespielten Rachel erwähnt. Darüber hinaus listet die Internet Movie Database mittlerweile über 30 verschiedene Filme bzw. Serienfolgen auf, die vom Titel oder Inhalt her mehr oder minder deutlich auf Weekend at Bernie’s anspielen. Außerdem wird der Film in mehreren Folgen von How I Met Your Mother, vor allem von der Figur des Barney, angesprochen.
Das Musikvideo zu dem Lied Danke der Band Die Fantastischen Vier lehnt sich ebenfalls an den Film an.

### Fortsetzung
Im Jahr 1993 erschien die Fortsetzung Wieder Ärger mit Bernie (Weekend at Bernie’s II).